# Hermann Abert
Hermann Abert (25. března 1871, Stuttgart, Německo – 13. srpna 1927, tamtéž) byl německý muzikolog.

## Životopis
Absolvoval konzervatoř ve Stuttgartu, kde učil jeho otec Johann Jozef Abert. Později působil na univerzitách v Halle, Lipsku a Berlíně, kde přednášel hudební vědu a klasickou filologii. Je autorem několika odborných prací o hudbě a biografií hudebních skladatelů.